# Ulli Lommel

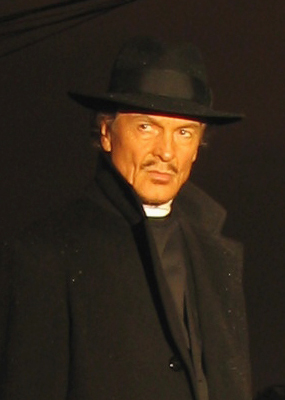
Ulli Lommel.

Ulli Lommel, född 21 december 1944 i Zielenzig (numera Sulęcin) i Preussen, död 2 december 2017 i Stuttgart, var en tysk filmregissör och skådespelare. Som regissör blev han främst känd för sina skräckfilmer och som skådespelare för sin medverkan i filmer av Rainer Werner Fassbinder.

## Karriär
Ulli Lommel var son till skådespelaren och komikern Ludwig Manfred Lommel (1891–1962) och bror till skådespelerskan Ruth Lommel (f. 1918) och filmfotografen Manuel Lommel (f. 1949). Hans karriär började på 1960-talet. En av hans tidiga filmroller var i Russ Meyers i Tyskland inspelade Fanny Hill (1964, baserad på John Clelands roman Fanny Hill). 1969 medverkade han i Rainer Werner Fassbinders första långfilm, Kärlek kallare än döden. Fassbinder och Lommel kom att samarbeta i ett stort antal filmer, bland annat producerade Fassbinder Die Zärtlichkeit der Wölfe (1973), en av Lommels tidiga filmer som regissör. För den filmen nominerades Lommel till Guldbjörnen vid Berlins filmfestival. Lommel medverkade också bland annat i filmerna Den amerikanske soldaten, Effi Briest och Kinesisk roulett.
I slutet av 1970-talet flyttade Lommel till USA där Andy Warhol producerade hans filmer Cocaine Cowboys och Blank Generation. Han gifte sig också med skådespelerskan Suzanna Love som kom att medverka i de flesta av hans filmer under tiden de var gifta, fram till 1987. Under den tiden regisserade han bland annat The Boogeyman (1980), BrainWaves (1983 med Keir Dullea och Tony Curtis) och The Devonsville Terror (1983, med Donald Pleasence). The Boogeyman var en av de filmer som figurerade i videovåldsdebatten i flera länder i början av 1980-talet. Bland annat upptogs den på den så kallade video nasty-listan i Storbritannien. 
Lommel fortsatte att regissera lågbudgetfilmer under 1990-talet och under 2000-talet regisserade han bland annat Daniel - Der Zauberer (2004) med den tyske popsångaren Daniel Küblböck. Filmen har under perioder toppat Internet Movie Databases "Bottom 100"-lista. Han gjorde också en rad direkt-till-DVD-filmer om kända seriemördare, som fått genomgående negativ kritik. 